# Kalmanshellir
Kalmanshellir är en  lavagrotta i lavafältet Hallmundarhraun i Borgarbyggð på västra Island. Det finns tolv kända grottor i detta fält, vilka uppstod samtidigt med att fältet bildades genom ett vulkanutbrott vid Langjökull för mer än tusen år sedan. Själva utbrottet finns skildrat i ett kväde, Hallmundarkviða, som troligen diktades av ett samtida ögonvittne omkring år 950. Kalmanshellir ligger cirka fem kilometer norr om Þrístapafell och är den grotta i Hallmundarhraun som ligger närmast de kratrar från vilka lavaströmmen kom.
Grottan är inte sammanhängande. Det finns ett femtiotal öppningar där taket har fallit in och där framkomligheten begränsas eller omöjliggörs av rasmassor. På andra ställen är dock tunnlarna lätta att ta sig igenom. De längsta sammanhängande tunneldelarna är flera hundra meter långa. På vissa ställen är grottan indelad i två våningar, vilket skett genom att lavaflödet under utbrottet har varit ojämnt, varför en ny tunnel har kunnat bildas ovanpå en annan. Lavaskiktet som skiljer våningarna är dock på vissa ställen tunt och kan lätt brista.
Grottan har troligen varit lokalt känd sedan länge, men det var först år 1993 som den blev ordentligt undersökt och uppmätt. Det visade sig då att grottan är minst 4 035 meter lång, vilket gör den till den längsta kända lavatunneln på Island. Avståndet mellan grottans båda ändar är cirka två kilometer, men grottan har talrika utlöpare och sidogångar – en del av dessa är dock helt förslutna av is.
Kalmanshellir fridlystes som naturminne 2011, varför det krävs särskilt tillstånd att få besöka grottan. Orsaken är att man vill skydda spröda formationer i grottan, till exempel tunna, nedhängande lavastalaktiter (″lavastrån″).

## Namnet
Grottan har tidigare kallats Einsteinshellir (”Einsteins grotta”) efter två lokala grottforskare, som hette Einar och Þorsteinn, men nu kallas den Kalmanshellir (”Kalmans grotta”) efter Kalman Stefánsson, som var den som visade dem var grottan låg.
Kalman Stefánsson var för övrigt son till den Stefán Ólafsson, som har givit namn åt Stefánshellir. Kalman står också som upptäckare av grottan Hallmundarhellir, 1956, som ligger några kilometer väster om Kalmanshellir. Den grottan är bara 300 meter lång, men har varit bebodd och sattes av upptäckaren i samband med jätten Hallmundr som omtalas i Grettes saga.